# ريتشارد غولدشميت
كان ريتشارد غولدشميت (بالألمانية: Richard Goldschmidt) (من مواليد 12 أبريل عام 1878 وتوفي في 24 أبريل من عام 1958) عالم وراثة ألماني أمريكي، ويعتبر أول من حاول دمج علم الوراثة بالتطور والتطوير. كان غولدشميت رائدًا في مجالات مواصفة الاستجابة، والأنماط الظاهرية، والتمثيل الجيني، وعلم الوراثة الديناميكي، ونظام تحديد الجنس، واختلاف التزامن. طور غولدشميت، على نحو مثير للجدل، نموذجًا للتطور الكبروي من خلال التطفرية، في نظرية أصبحت تُعرف باسم «الوحش المتفائل».
وصف غولدشميت أيضًا الجهاز العصبي للديدان الخيطية، في دراسة أثرت على سيدني برينر ودفعته للقيام بدراسة الشبكة العصبية عند دودة الربداء الرشيقة مع زملائه، ما خولهم للحصول على جائز نوبل في عام 2002.

## أولى سنوات حياته وتعليمه
وُلد غولدشميت في مدينة فرانكفورت في ألمانيا لأبوين ينتميان للطبقة المتوسطة العليا من اليهود الأشكناز. حظي غولدشميت بتعليم تقليدي، ثم التحق، في عام 1896، بجامعة هايدلبرغ حيث بدأ يهتم بالتاريخ الطبيعي. درس غولدشميت، ابتداءً من عام 1899، علم التشريح وعلم الحيوان في جامعة هايدلبرغ على يد أوتو بوتشلي وكارل جيجينباور، وحصل على شهادة الدكتوراه في عام 1902، تحت إشراف بوتشلي، برسالة تخرج حول مثقوبات البوليستومم.

## حياته المهنية
في عام 1903، بدأ غولدشميت العمل كمساعد لأستاذ علم الحيوان الألماني البارز، ريتشارد هيرتويغ، في جامعة ميونخ، حيث واصل عمله على الديدان الأسطوانية وأنسجتها، بما في ذلك قيامه بدراسات حول تطور الجهاز العصبي عند الأسكارس، ودراسته للبنية التشريحية للسهيمات. أسس غولدشميت مجلة علم الأنسجة أرشيف في أبحاث الخليةخلال فترة عمله في المختبر. ظهر عند غولدشميت أيضًا اهتمام بدراسة سلوك الكروموسوم متأثرًا بهيرتويغ. في عام 1909، أصبح غولدشميت أستاذَا في جامعة ميونخ، وبدأ في دراسة نظام تحديد الجنس وجوانب أخرى من جوانب علم الوراثة عند العثة الغجرية التي هجنها وحصل على أعراق مختلفة منها، مستلهمًا عمله من أطروحة علم الوراثة لفيلهلم يوهانسن التي حملت عنوان، العناصر الدقيقة لعلم الوراثة، لاحظ غولدشميت أطوار مختلفة من التطور الجنسي عند العفة الغجرية، إذ لم تكن بعض منها ذكورًا ولا إناثًا ولا حتى خناثىً، بل مثلت مجموعة كاملة من الذكنثوية. أطلق غولدشميت على المجموعة الجديدة اسم «مزدوجات الجنس»، وأطلق على الظاهرة ككل اسم «ازدواجية الجنس»، (بالألمانية: Intersexualität). أصبحت دراسة غولدشميت حول عثة الغجر، التي توجت من خلال دراسته للعثة المتلفة (الليمانترية)، الأساس لنظرية تحديد الجنس التي عمل على تطويرها بين عامي 1911 و1931. غادر غولدسميت ميونخ عام 1914 ليستلم منصب رئيس قسم علم الوراثة في جمعية القيصر فيلهلم الجديدة كليًا.
بعد قيامه برحلة ميدانية إلى اليابان عام 1914، لم يتمكن غولدشميت من العودة إلى ألمانيا بسبب اندلاع الحرب العالمية الأولى، واضطر إلى البقاء في الولايات المتحدة الأمريكية، وانتهى به المطاف في معسكر اعتقال فورت أغليثورب في ولاية جورجيا، المخصص لـ «الألمان الخطرين». بعد إطلاق سراحة في عام 1918، عاد غولدسميت إلى ألمانيا وعمل في جمعية القيصر فيلهلم. هاجر غولدسميت إلى الولايات المتحدة الأمريكية في عام 1936، لعدم شعوره بالأمان داخل ألمانيا، وأصبح أستاذًا في جامعة كاليفورنيا في بيركلي. خلال الحرب العالمية الثانية، نشر الحزب النازي ملصقًا دعائيًا حمل عنوان «الهيمنة اليهودية على العالم» متضمنًا شجرة عائلة غولدشميت.

## التعليم
تعلم في جامعة هايدلبرغ

## مناصب وهيئات
أدار جامعة لودفيش ماكسيميليان في ميونخ.

## جوائز
حصل على جوائز منها:
- زمالة غوغنهايم.

## روابط خارجية
- ريتشارد غولدشميت على موقع الموسوعة البريطانية (الإنجليزية)